# كامرن
كامرن مغنية بوب أمريكية وتدعى بالإنجليزية "camryn" من مواليد 14 يوليو 1999.
بدأت كامرن الغناء في سن مبكره وهي صغيرة وهي تملك صوتا جميلا.
ولدت كامرن في ولاية كولورادو بمدينة دنفر وبدأت مشوارها الفني في عام 2008.
أول فيديو لها في اليوتيوب كان بعنوان (احب جستن بيبر) (i love justin bieber)

الأعمال
| السنة | الاغنية               | قمة |
| ----- | --------------------- | --- |
| 2011  | Wait and See          | 33  |
| 2011  | Summer                |     |
| 2011  | Set The Night On Fire |     |

الجوائز وشهادات التقدير
| السنة | فئة                | جائزة            |
| ----- | ------------------ | ---------------- |
| 2010  | أفضل الوافد الجديد | جوائز مجلة مغنية |

الموقع الإلكتروني
https://www.CamrynMusic.com
https://www.facebook.com/CamrynMusic
https://twitter.com/#!/camrynrocks
http://www.myspace.com/camryn

http://en.wikipedia.org/wiki/Camryn_(singer)

## روابط خارجية
- كامرن على موقع IMDb (الإنجليزية)
- كامرن على موقع ميوزك برينز (الإنجليزية)